# Giorgio Amiroutzes
Giorgio Amiroutzes (Trebisonda, 1400 – Costantinopoli, 1470) è stato un letterato bizantino.
Rappresentante bizantino al concilio di Firenze, sembrò inizialmente favorevole alla riunione delle Chiese cattolica e ortodossa, ma nel 1440 cambiò apertamente posizione, dichiarandosi avverso al cattolicesimo.
Divenuto protovestiario di Davide II di Trebisonda, alla caduta di questi (1461) si convertì all'islam, divenendo un apprezzato traduttore e cortigiano.